# Coppa del Re 2018-2019 (calcio a 5)
La Coppa del Re 2018-2019 è stata la 9ª edizione del torneo e si è disputata dal 18 settembre 2018 al 5 maggio 2019. L'edizione corrente si distingue dalla precedente per l'introduzione di una fase finale ospitata in un'unica sede, con semifinali e finale disputate in gara unica. Il torneo è stato vinto dal Barcellona, giunto al sesto successo nella manifestazione.

## Risultati

### Turno preliminare
Gli incontri si sono disputati il 18 e il 20 settembre 2018 in gara unica.
| Squadra 1          | Risultato       | Squadra 2    |
| ------------------ | --------------- | ------------ |
| Lauburu            | 3 - 2           | San Juan     |
| Guardo             | 4 - 4 (4-3 dtr) | Pizarras LTC |
| El Pino/Los Álamos | 4 - 4 (3-2 dtr) | Agüimes      |

### Primo turno
Gli incontri si sono disputati il 9 e il 10 ottobre 2018 in gara unica.
| Squadra 1          | Risultato | Squadra 2           |
| ------------------ | --------- | ------------------- |
| Leganés            | 4 - 3     | Talavera            |
| Lauburu            | 1 - 2     | Rivas               |
| Nueva Elda         | 4 - 1     | Manzanares          |
| Melistar           | 2 - 3     | Atlético Mengíbar   |
| Zamora             | 3 - 4     | Santiago            |
| Pallejà            | 4 - 2     | Bisontes Castellón  |
| Prone Lugo         | 0 - 6     | Burela              |
| Iberia Toscal      | 4 - 1     | Salesianos          |
| El Pino/Los Álamos | 0 - 3     | Gáldar              |
| Manresa            | 9 - 7     | Colo Colo Saragozza |
| Coineña            | 2 - 3     | Córdoba             |
| Guardo             | 3 - 7     | Noia                |
| Xerez Deportivo    | 2 - 3     | Betis               |
| CCR Castelldefels  | 4 - 3     | Elche               |

### Secondo turno
Gli incontri si sono disputati il 23 e il 24 ottobre 2018 in gara unica.
| Squadra 1         | Risultato | Squadra 2      |
| ----------------- | --------- | -------------- |
| Gáldar            | 3 - 6     | UMA Antequera  |
| Noia              | 2 - 4     | O Parrulo      |
| Manresa           | 6 - 9     | S10 Saragozza  |
| Córdoba           | 4 - 3     | Valdepeñas     |
| Nueva Elda        | 1 - 2     | Levante        |
| Betis             | 3 - 4     | Jaén           |
| Santiago          | 0 - 5     | Ribera Navarra |
| Atlético Mengíbar | 2 - 7     | Cartagena      |
| Burela            | 1 - 3     | Xota           |
| CCR Castelldefels | 1 - 5     | Peñíscola      |
| Iberia Toscal     | 2 - 10    | Palma          |
| Rivas             | 1 - 5     | ElPozo Murcia  |
| Leganés           | 1 - 2     | Segovia        |
| Pallejà           | 3 - 6     | SC García      |

### Ottavi di finale
Gli incontri si sono disputati l'11 e il 12 dicembre 2018 in gara unica.
| Squadra 1      | Risultato       | Squadra 2     |
| -------------- | --------------- | ------------- |
| UMA Antequera  | 2 - 2 (3-2 dtr) | Cartagena     |
| Ribera Navarra | 2 - 0           | S10 Saragozza |
| Xota           | 1 - 5           | O Parrulo     |
| ElPozo Murcia  | 4 - 1           | Levante       |
| Segovia        | 1 - 7           | Inter         |
| SC García      | 1 - 2           | Palma         |
| Córdoba        | 3 - 6           | Jaén          |
| Peñíscola      | 1 - 5           | Barcellona    |

### Quarti di finale
Gli incontri si sono disputati il 15, il 16 e il 23 gennaio 2019 in gara unica.
| Squadra 1     | Risultato        | Squadra 2      |
| ------------- | ---------------- | -------------- |
| O Parrulo     | 0 - 5            | Ribera Navarra |
| Inter         | 9 - 1            | UMA Antequera  |
| Jaén          | 3 - 2            | Palma          |
| ElPozo Murcia | 2 - 2 (9-10 dtr) | Barcellona     |

### Fase finale
Le semifinali e la finale sono state disputate il 4 e il 5 maggio 2019 presso la Quijote Arena di Ciudad Real. Gli accoppiamenti sono stati stabiliti tramite sorteggio.

#### Semifinali
| Ciudad Real 4 maggio 2019, ore 16:00 CEST                                                                            | Inter     | 4 – 5 (1-2) referto                                         | Barcellona | Quijote Arena |
| Ricardinho 13’ Pola 25’ Gadeia 36’ Solano 40’ Marcatori 10’ , 11’ Ferrão 24’ A. Fernández 34’ Esquerdinha 39’ Lozano |           |                                                             |            |               |
| |           |                                                             |            |               |
| Ricardinho 13’ Pola 25’ Gadeia 36’ Solano 40’                                                                        | Marcatori | 10’, 11’ Ferrão 24’ A. Fernández 34’ Esquerdinha 39’ Lozano |            |               |

| Ciudad Real 4 maggio 2019, ore 18:30 CEST | Ribera Navarra | 3 – 8 (2-3) referto                                                                                 | Jaén | Quijote Arena |
| S. González 17’ Plana 17’ D. García 37’ ( rig. ) Marcatori 2’ ( aut. ) D. García 4’ Míchel 9’ Martín 26’ , 40’ Piqueras 27’ Bingyoba 30’ ( aut. ) Lemine 35’ Campoy |                | |      |               |
| |                | |      |               |
| S. González 17’ Plana 17’ D. García 37’ (rig.) | Marcatori      | 2’ (aut.) D. García 4’ Míchel 9’ Martín 26’, 40’ Piqueras 27’ Bingyoba 30’ (aut.) Lemine 35’ Campoy |      |               |

#### Finale
| Arbitri: | Sánchez Molina Rodrigo Miguel |

|                                                         |           |                        |
| Boyis 25’ Ferrão 32’, 39’ Marcênio 39’ A. Fernández 40’ | Marcatori | 9’ Carlitos 17’ Campoy |